# Гексафтороалюминат калия
Гексафтороалюминат калия — неорганическое соединение,
комплексный фторид калия и алюминия с формулой K3AlF6,
бесцветные кристаллы,
слабо растворяется в воде.

## Получение
- Сплавление фторидов алюминия и калия:

{\displaystyle {\mathsf {3KF+AlF_{3}\ {\xrightarrow {1000^{o}C}}\ K_{3}AlF_{6}}}}

## Физические свойства
Гексафтороалюминат калия образует бесцветные кристаллы
тетрагональной сингонии,
пространственная группа I 41/a,
параметры ячейки a = 1,88385 нм, c = 3,39644 нм, Z = 80

(ранее сообщалось о ячейке с параметрами 
параметры ячейки a = 1,88588 нм, b = 3,40278 нм, c = 1,89231 нм, β = 90,453°
,
а ещё ранее о параметрах a = 0,5944 нм, c = 0,8468 нм, Z = 2
).
В интервале температур 132 — 153 °C существует фаза β-K3AlF6
с пространственной группой I 4/m,
параметры ячейки a = 1,33862 нм, c = 0,85617 нм, Z = 10
.
В интервале температур 153 — 306 °C существует фаза γ-K3AlF6
ромбической сингонии,
с пространственной группой F ddd,
параметры ячейки a = 3,61276 нм, b = 1,71133 нм, c = 1,20562 нм, Z = 48.
Выше температуры 306 °C существует фаза δ-K3AlF6
кубической сингонии,
с пространственной группой F m3m,
параметры ячейки a = 0,85943 нм.
Слабо растворяется в воде.